# Trần Quang Vinh (nhạc sĩ)
Trần Quang Vinh (tiếng Trung: 陳光榮, tiếng Anh: Chan Kwong-wing, sinh ngày 15 tháng 6 năm 1967) là một nam nhạc sĩ, nhà sản xuất thu âm kiêm nhà soạn nhạc người Hồng Kông. Ông từng tham gia biên soạn nhiều bản nhạc phim cho các tác phẩm điện ảnh, và từng vinh dự giành ba giải Kim Tượng cho nhạc phim xuất sắc nhất. Ngoài sự nghiệp soạn nhạc phim, ông còn là nhạc sĩ kiêm nhà sản xuất âm nhạc cho các nghệ sĩ Hồng Kông.

## Danh sách nhạc phim
Dưới đây là danh sách các bản nhạc phim tiêu biểu của Trần Quang Vinh:
- Phong Vân: Hùng bá thiên hạ
- Trung Hoa anh hùng
- Khúc cua quyết định
- Vô gian đạo
- Thương thành
- Đầu danh trạng
- Sát Phá Lang
- Thập nguyệt vi thành
- Võ hiệp
- Thính phong giả
- Tình mộng kỳ duyên
- Đại Thượng Hải
- Âm mưu hoàng tộc
- Huyền thoại Trần Chân
- Quyết chiến thực thần
- Truy long
- Võ lâm quái thú
- Phì long quá giang
- Sát Phá Lang 2
- Sát Phá Lang 3: Tham lang
- Thiết thính phong vân
- Thiết thính phong vân 2
- Thiết thính phong vân 3
- Đổ thành phong vân
- Trung Quốc y sinh
- Chuyến bay sinh tử

## Giải thưởng

### Giải thưởng điện ảnh Hồng Kông

#### Nhạc phim hay nhất
- Đề cử: Anh hùng Trung Hoa, loạt phim Vô gian đạo, Khúc cua quyết định, Thương thành, Cuộc sống tươi đẹp, Thiết thính phong vân 2, Thính phong giả, Đại Thượng Hải
- Đoạt giải: Phong Vân: Hùng bá thiên hạ, Thập nguyệt vi thành, Võ hiệp, Cuộc chiến tương lai

#### Ca khúc trong phim hay nhất
- Đề cử: Anh hùng Trung Hoa, Phong Vân: Hùng bá thiên hạ, Thập nguyệt vi thành, Cuộc chiến tương lai

### Liên hoan phim quốc tế Fajr[3]
- Đoạt giải Pha Lê Simorgh cho hạng mục Nhạc phim hay nhất qua tác phẩm The Kingdom of Solomon

### Giải Kim Kê

#### Nhạc phim hay nhất
- Đoạt giải: Bác sĩ Trung Quốc (cùng với Trần Vĩnh Kiện)

## Đời tư
Trần Quang Vinh từng có tình cảm với nữ diễn viên Lâm Gia Hân vào năm 2000, nhưng cả hai sớm chia tay sau nhiều năm hẹn hò.
Ông kết hôn với Khuyên Ngoại Nhân vào năm 2011 và hiện họ đã có một con trai.